# Đorđe Petrović (voetballer)
Đorđe Petrović (Servisch: Ђорђе Петровић) (Požarevac, 8 oktober 1999) is een Servisch voetballer die als doelman speelt. Hij tekende in 2023 voor Chelsea. In 2021 debuteerde Petrović voor Servië. Na een jaar dat Petrović aan Strasbourg FC verhuurd was in 2025, kocht AFC Bournemouth hem van Chelsea. Daar tekende Petrović een contract voor 5 jaar.

## Clubcarrière
Petrović speelde in eigen land bij FK Čukarički en FK IMT. In april 2022 tekende hij een driejarig contract bij het Amerikaanse New England Revolution. In zijn debuutjaar werd hij meteen uitgeroepen tot beste doelman van de Major League Soccer. Op 26 augustus 2023 tekende de doelman een zevenjarig contract bij Chelsea. Op 10 december 2023 debuteerde hij in de Premier League tegen Everton. Hij viel in voor de geblesseerde Robert Sánchez, die uitviel met een zware blessure waardoor Petrović de rest van het seizoen 2023/24 in doel stond bij Chelsea.

## Interlandcarrière
Op 25 januari 2021 debuteerde Petrović voor Servië tegen de Dominicaanse Republiek. In 2024 werd hij opgenomen in de selectie voor het EK 2024 in Duitsland.